# Juan Quintero
Juan Fernando Quintero Paniagua (* 18. Januar 1993 in Medellín) ist ein kolumbianischer Fußballspieler, der aktuell beim argentinischen Racing Club unter Vertrag steht.

## Karriere

### Vereine
Juan Quintero wurde 1993 in Medellín geboren. Seine fußballerische Laufbahn begann er im nahegelegenen Ort Envigado beim Envigado FC, wo er von 2004 bis 2009 – wie auch James Rodríguez, den er als seinen „Freund“ bezeichnet – für die verschiedenen Jugendmannschaften spielte. Im Jahr 2009 wurde er erstmals in die erste Mannschaft des Klubs berufen. Am 2. August 2009 kam er zu seinem Debüt bei einer 2:3-Niederlage gegen Santa Fe CD.
Nach einigen guten Auftritten in der Categoría Primera A, Kolumbiens erster Liga, wurde mit Atlético Nacional einer der größten Fußballvereine des Landes auf den damals 18-Jährigen aufmerksam und verpflichtete ihn im Januar 2012. Am 30. Januar lief er zum ersten Mal für seinen neuen Verein auf, bei einem 4:0-Sieg gegen Deportivo Cali wurde er kurz vor Schluss eingewechselt. Quintero kam 2011/12 auf insgesamt neun Ligaspiele und sieben Einsätze bei der Copa Libertadores. Am 12. September 2012 schoss er sein erstes Tor für Nacional.
Im Juli 2012 wurde Quintero erneut transferiert. Auf Leihbasis konnte sich der italienische Erstligist Delfino Pescara die Dienste des Mittelfeldspielers sichern. Dort unterschrieb er einen Vertrag bis Sommer 2013 mit Kaufoption. Aufgrund von Verletzungen und einer Länderspielabstellung wurde er dort zwar nur 17-mal eingesetzt, spielte jedoch meist, wenn er zur Verfügung stand. Am 26. August 2012 stand er bei einer 0:3-Niederlage gegen Inter Mailand erstmals für Pescara auf dem Platz. Einige Wochen später, am 23. September, erzielte er sein erstes Profitor in Italien. Anfang 2013 wurde Quintero von einigen großen Zeitungen mit Fußballvereinen wie Manchester United, Real Madrid und dem FC Bayern München in Verbindung gebracht. Am Ende der Saison stieg er mit seinem Klub als Tabellenletzter in die Serie B ab.
In der Sommerpause 2013 wurde Quintero vom portugiesischen Verein FC Porto verpflichtet. Dieser bezahlte fünf Millionen Euro für die Hälfte der Transferrechte. Seine Ausstiegsklausel wurde auf 40 Millionen Euro festgesetzt. In seinem ersten Pflichtspiel für Porto, am 18. August des Jahres, gelang ihm bereits 30 Sekunden nach seiner Einwechslung sein erster Treffer. In seinen ersten Monaten im Verein gehörte er jedoch nicht zur Stammformation und wurde meist eingewechselt; er kam so auf 22 Spiele (vier Tore) für die erste und ein Spiel für die zweite Mannschaft. Porto wurde am Ende Dritter.
Ende August 2015 wechselte Quintero auf Leihbasis zu Stade Rennes. Nach einer kurzzeitigen Rückkehr zum FC Porto spielte Quintero ab Januar 2017 wieder leihweise in seiner Heimatstadt, bei Independiente Medellín. 2018 folgte eine weitere Ausleihe zu River Plate, die ihn eine Spielzeit später fest verpflichteten. Dort war er zwei Jahre aktiv, ehe er nach China zum FC Shenzhen wechselte. Von dort ging er im Januar 2022 leihweise wieder zurück zu River Plate.
Im Januar 2023 wechselte er nach Kolumbien zu Atlético Junior und ging im Sommer erneut ins Ausland zum Racing Club. Mit Racing Club gewann er die Copa Sudamericana 2024.

### Nationalmannschaft
Zu Beginn seiner Karriere verzichtete der Verband auf eine Nominierung Quinteros für die U-17-Auswahl, da ihm aufgrund seiner Größe Skepsis entgegengebracht wurde.
In der U-20-Nationalmannschaft, für die er insgesamt 13 Partien bestritt, gelang ihm schließlich der Durchbruch. So trat er 2013 bei der U-20-Südamerikameisterschaft an und konnte als Stammspieler den Titel gewinnen. Bei der offiziellen Wahl der CONMEBOL wurde er zum besten Spieler des Turniers gewählt. Bei der Weltmeisterschaft derselben Altersklasse schied seine Mannschaft 2013 im Achtelfinale aus, Quintero aber konnte überzeugen und stand in allen vier Spielen in der Startelf und erzielte drei Tore.
Am 17. Oktober 2012 stand er bei einem Testspiel gegen Kamerun zum ersten Mal für die A-Nationalmannschaft auf dem Platz. Bislang (Stand: 2. Juni 2017) absolvierte er zwölf Spiele. Er stand im erweiterten Kader für die Qualifikationsspiele für die WM 2014, die für das kolumbianische Team, das hinter Argentinien Zweiter wurde, sehr erfolgreich verliefen. Er bestritt dabei eine Partie. Bei der Endrunde kam er erstmals im zweiten Gruppenspiel gegen die Elfenbeinküste zum Einsatz. Nach einer Einwechslung gelang ihm mit seinem ersten Länderspieltreffer das Tor zum zwischenzeitlichen 2:0. Bis zum Ausscheiden Kolumbiens im Viertelfinale wurde er in drei Spielen eingesetzt.
Bei der Fußball-Weltmeisterschaft 2018 in Brasilien gehörte er zum kolumbianischen Aufgebot. Er wurde in allen vier Spielen eingesetzt und erzielte ein Tor. Mit der Mannschaft schied er im Achtelfinale gegen England aus.

## Spielweise
Quintero gilt als großes Talent und wurde unter anderem mit seinem Landsmann James Rodríguez verglichen. Er ist ein Mittelfeldspieler des Typs Spielmacher und ist als solcher in der Lage, tödliche Pässe zu spielen. Zudem zeichnet er sich durch seine Technik und seinen starken linken Fuß, der ihn zu einem gefährlichen Distanzschützen macht, aus.

## Erfolge
Atlético Nacional
- Kolumbianischer Pokalsieger: 2012

Nationalmannschaft
- U-20-Südamerikameister: 2013

River Plate
- Copa-Libertadores-Sieger: 2018
- Sieger der Recopa Sudamericana: 2019
- Argentinischer Pokalsieger: 2019

Racing Club
- Copa-Sudamericana-Sieger: 2024

## Auszeichnungen
- Bester Spieler der U-20-Südamerikameisterschaft: 2013
- Tor des Turniers bei der U-20-Weltmeisterschaft: 2013